# هو بریسن
هو بریسن (به لاتین: Hoh Brisen) یک کوه در سوئیس است که در کانتون آوری واقع شده‌است. هو بریسن ۲٬۴۱۳ متر بالاتر از سطح دریا واقع شده‌است.